# Diana (film)
Diana är en brittisk dramafilm från 2013 i regi av Oliver Hirschbiegel. Den handlar om prinsessan Dianas två sista år i livet. Filmen bygger på Kate Snells bok Diana: Her Last Love, publicerad 2001. Diana spelas av Naomi Watts och dr Hasnat Khan av Naveen Andrews.
Filmens världspremiär hölls i London den 5 September 2013. Filmen släpptes i Storbritannien den 20 September 2013. Filmen fick negativ kritik från både brittiska och amerikanska kritiker.

## Rollista i urval
- Naomi Watts – Diana, prinsessa av Wales
- Naveen Andrews – Dr. Hasnat Khan
- Cas Anvar – Dodi Fayed
- Laurence Belcher – Prins William
- Harry Holland – Prins Harry
- Douglas Hodge – Paul Burrell
- Geraldine James – Oonagh Toffolo
- Charles Edwards – Patrick Jephson
- Mary Stockley – assistent
- Juliet Stevenson – Sonia